# Molson Indy Toronto 2002
Moslon Indy Toronto 2002 var den åttonde deltävlingen i CART World Series 2002. Racet kördes den 7 juli på Exhibition Place i Toronto, Kanada. Cristiano da Matta tog sin fjärde raka seger, och med ett misslyckat race för Bruno Junqueira, kunde da Matta dryga ut mästerskapsledningen till en marginal motsvarande två racevinster. Kenny Bräck och Christian Fittipaldi var övriga förare på prispallen.

## Slutresultat
| Plats | Förare               | Team                | Grid | Kvaltid |
| ----- | -------------------- | ------------------- | ---- | ------- |
| 1     | Cristiano da Matta   | Newman/Haas Racing  | 1    | 58,135  |
| 2     | Kenny Bräck          | Chip Ganassi Racing | 4    | 58,334  |
| 3     | Christian Fittipaldi | Newman/Haas Racing  | 5    | 58,477  |
| 4     | Shinji Nakano        | Fernández Racing    | 7    | 58,554  |
| 5     | Scott Dixon          | Chip Ganassi Racing | 9    | 58,677  |
| 6     | Dario Franchitti     | Team KOOL Green     | 6    | 58,488  |
| 7     | Alex Tagliani        | Forsythe Racing     | 11   | 58,864  |
| 8     | Tora Takagi          | Walker Racing       | 12   | 58,930  |
| 9     | Adrián Fernández     | Fernández Racing    | 13   | 59,051  |
| 10    | Patrick Carpentier   | Forsythe Racing     | 14   | 59,108  |
| 11    | Michael Andretti     | Team Motorola       | 18   | 59,981  |
| 12    | Michel Jourdain Jr.  | Team Rahal          | 15   | 59,146  |
| 13    | Dario Franchitti     | Team KOOL Green     | 6    | 58,488  |
| 14    | Bruno Junqueira      | Chip Ganassi Racing | 3    | 58,256  |
| 15    | Townsend Bell        | Patrick Racing      | 16   | 59,293  |
| 16    | Paul Tracy           | Team KOOL Green     | 2    | 58,172  |
| 17    | Tony Kanaan          | Mo Nunn Racing      | 10   | 58,706  |
| 18    | Mario Domínguez      | Herdez Competition  | 17   | 59,673  |